# Louis Schwabe
Louis Schwabe (auch Lewis) (* 4. August 1798 in Dessau; † 11. Januar 1845 in Manchester) war ein Seidenfabrikant in Manchester.

## Leben
Seine Eltern waren der Schutzjude und Kaufmann Samson Benjamin Schwabe (1770–1845) und Depan Frederica Liepman, seine Geschwister Leopold, Stephan und Suzanne. 
Er emigrierte nach England und ließ sich 1817 in Manchester nieder, wo er zunächst in der Cross Street arbeitete und später mit seiner großen Silk Mill in die Portland-Street zog. Er belieferte den englischen und französischen Hof.
Mit seiner Frau, Eliza Thackeray, einer Cousine von William Makepeace Thackeray, hatte er die Kinder Louis jun. (1831–1922), Rosalie (* 1834) und Eliza (* 1836).

## Schaffen
Am 22. Januar 1831 erhielt er ein Patent auf seine Methoden und Apparate zum Zubereiten, Drucken und Weben des Baumwoll-, Seiden- oder Wollgarns. Er unterstützte die 1838 gegründete  Manchester School of Design und lieferte den Satin für Queen Victorias Hochzeitskleid. 1842 zeigte er in Manchester gewebte Stoffe aus Glasfäden, die durch Ausziehen einer Glasschmelze durch feinste Öffnungen gewonnen wurden – die erste Anwendung einer Spinndüse.

## Tod
Wenige Tage nachdem er vom Tod seines Vaters erfahren hatte, nahm er Schwefelsäure zu sich. Seine Witwe musste in der Folge einen Prozess um seine 1836 abgeschlossene Lebensversicherung führen.